# Дрок донской
Дрок донско́й (лат. Genísta tanaítica) — многолетнее травянистое растение, вид рода Дрок (Genista) семейства Бобовые (Fabaceae). Включён в Красную книгу России.

## Ареал и среда обитания
Донецко-донской эндемик. Произрастает в России в бассейне Дона в Курской, Воронежской, Белгородской, Ростовской и Волгоградской областях, а также на Украине по Северскому Донцу и его притокам в Луганской и Донецкой областях. Растет на меловых холмах.

## Описание
Многолетнее растение. Кустарник высотой от 20 до 50 см, ветвистый от основания с косо вверх направленными ветвями. Ветви первого порядка, в свою очередь, ветвистые, молодые ветки слегка опушённые или почти голые.
Листья линейно-ланцетовидные или продолговато-линейные, от 1 до 3 см длиной и от 0,5 до 3 мм шириной, сизоватые, голые или чуть опушённые.
Цветки в рыхлых кистях на конце стеблей и ветвей, чашечка голая, около 3 мм длиной, на 1⁄3 или почти до половины надрезанная на треугольно-ланцетовидные зубцы, из них три нижних чуть у́же и короче двух верхних, флаг яйцевидный, 10—11 мм длиной и 6 мм шириной, наверху тупой, при основании сразу суженный в короткий ноготок, голый, крылья и лодочка чуть короче флага, завязь голая.
Боб линейный, 3 см длиной и 3 мм шириной, голый, почти прямой.
Цветение — июнь — июль.

## Охрана
Кроме Красной книги России, включён в Красные книги следующих субъектов РФ: Белгородская область, Волгоградская область, Воронежская область, Ростовская область.